# Архагат (сын Архагата)
Архагат (др.-греч. Ἀρχάγαθος, не позднее 309 года до н. э. — около 289 года до н. э.) — внук тирана Сиракуз Агафокла, сын убитого в Африке в 307 году до н. э. Архагата. Так как начало африканского похода, в который уехал и откуда не вернулся отец Архагата датируется 310 годом до н. э., то он родился до 309 года до н. э.
В античных источниках сведения об Архагате содержатся у Диодора Сицилийского и Юстина. Диодор характеризует его мужественным и сильным духом молодым человеком. Архагату было поручено командование армией. Когда Агафокл заболел, то возник вопрос о престолонаследии. Царь Сиракуз представил в качестве своего преемника сына от второго брака, также Агафокла. После, Агафокл отправил предполагаемого наследника к войскам, которые на тот момент находились в области Этны. Архагату было предписано передать командование. Будучи сыном старшего из детей Агафокла Архагат и сам рассчитывал получить власть. Он решился на заговор. Сначала по его указанию был убит прибывший в лагерь Агафокл II. Согласно Диодору, по наущению Архагата один из рабов царя Менон отравил своего хозяина. Находящийся при смерти Агафокл обвинил внука перед Народным собранием и призвал толпу отомстить за его смерть. Также на этом собрании он упразднил монархию и вернул Сиракузам демократию.
В изложении Юстина события развивались другим способом. Когда Агафокл заболел, его внук Архагат и сын Агафокл, не дожидаясь смерти правителя, начали друг против друга военные действия. Умирающий царь, осознавая происходящее, переправил свою третью жену, Феоксену, с двумя малолетними детьми в Египет, откуда та была родом. С ней он отправил царские сокровища и рабов. В отличие от версии Диодора, данные Юстина имеют подтверждение в эпиграфике.
После смерти Агафокла жители Сиракуз не захотели возвращать монархию. Архагат, который стремился к власти, со своим гарнизоном расположился в Кефалоидоне. Убийца царя Менон бежал из Сиракуз и прибыл в лагерь к Архагату. Там он сумел также физически устранить Архагата и захватить контроль над войском.